# Eisothistos vermiformis
Eisothistos vermiformis là một loài chân đều trong họ Expanathuridae. Loài này được Haswell miêu tả khoa học năm 1884.